# Dansk-svensk gårdshund
Il Dansk-svensk gårdshund (in italiano cane da fattoria svedese-danese) è una razza di cani originaria della Danimarca e Svezia, divenuto poi popolare nell'interità della Scandinavia.
Alcuni esemplari possono nascere anuri o brachiuri.